# 혼다 미나코
혼다 미나코(일본어: 本田美奈子, 본명: 구도 미나코(일본어: 工藤美奈子), 1967년 7월 31일 ~ 2005년 11월 6일)는 일본의 가수이다. 그녀는 영국의 음악 그룹, 퀸의 브라이언 메이(Brian May)이나 게리 무어(Gary Moore) 등 다른 나라 뮤지션과 함께 일을 했던 적이 있다. 급성 골수성 백혈병으로 사망했다. 1980년대 후반을 대표하는 아이돌 가수이며, 1990년대 이후에는 주로 뮤지컬 배우로 활약했다. 2000년대 들어서면서 클래식과의 크로스오버에 도전하는 등, 활동 영역을 넓혔다.

## 생애

### 데뷔까지
1967년 7월 31일 오전 11시 17분 도쿄도 이타바시구 가미아카쓰카 정(현 나리마스)의 나리마스 산원에서 체중 2.76kg로 태어났다. 출생에 관해서는 라디오에서 방송된 그날 태어난 신생아를 소개하는 코너에서였다. 이 방송은 전국에서 수신가능했다. 당시 그녀는 도쿄 도 가쓰시카구 시바마타에 살았지만, 유아였을 무렵 사이타마현 아사카시로 이사해 이 곳의 아사카 시라유리 유치원생으로 입학한 후, 줄곧 아사카 시에서 생활했다.
가수가 되기를 꿈꾸었던 모친의 영향으로 미나코는 어릴 무렵부터 항상 노래를 부르곤 하였다. 아사카 시립 아사카 제6 초등학교의 졸업문집에도“여배우 혹은 가수가 되면 좋겠다.”라고 소망을 적고 있다. 아사카 시립 아사카 제1중학교 시절에는 《스타 탄생!》이라는 오디션에 응모했고, 결선에까지 올랐다. 그러나, 프로덕션에서의 스카우트 제의는 없었다.
1983년 4월 도쿄 도 기타구의 도쿄 세이토쿠 대학 부속 고등학교에 입학한다. 동년 7월 하라주쿠를 배외하다가, 쇼조타이(少女隊/소녀대)의 멤버를 탐색하고 있던 본도 기획의 스텝에 스카우트되어 연예계에 입문한다. 사장이었던 다카스기 게이지는 본도 기획이 도산한 후에도 혼다 미나코의 성공에 힘입어 재기에 성공한다.
당초 쇼조타이의 멤버로 발탁된 것과 달리, 그녀의 가창력을 높이 사 솔로 가수로 활동하게 된다. 1984년 9월 그녀가 고등학교 2학년때에 제8회 나가사키 가요제에 본명으로 출전해〈꿈꾸는 소녀(夢少女)〉를 불러 그랑프리를 수상한다. 이 일이 계기가 되어 레코드를 취입했다.
1985년 4월 20일 도시바 EMI부터《살의의 방카스》란 싱글로 데뷔한다. 캐치프레이즈는“미나코, 당신과 처음”과“좋아한다고 말해요”의 2패턴이었다. 그 후, 4번째 싱글《Temptation》이 히트하는 것 외에도 12월 7일에는 신인가수로서는 이례적으로 일본 무도관에서 콘서트를 해 흥행에 성공했다. 또, 같은 해에 다수의 신인상도 수상했다.
1986년 2월 5일《1986년의 마리린》이란 싱글이 발매되었고, 크게 히트를 쳤다. 배꼽을 노출시킨 의상과 자극적 허리춤 등은 당시 아이돌 가수로서는 이례적인 연출이었고, 이는 세간에 혼다라는 이름을 알리기에 충분했다. 이 싱글에 수록된 곡은 지금도 그녀의 가장 유명한 곡 중의 하나이다.
1988년 여성만으로 구성된 록밴드〈MINAKO with WILD CATS〉를 결성했고, 싱글《당신과 열대》앨범《WILD CATS》등을 발매했다. 같은 해 9월 11일 SHOW-YA가 기획한 여성 록커 만의 조인트 라이브〈NAON의 YAON〉에 출연했다. 그녀가 속한 록밴드는 다음해인 1989년 가을에 해산한다.

### 뮤지컬에서의 활약
1990년 뮤지컬《미스 사이공》의 오디션을 받아, 약 1만5천명 중에서 히로인 킴 역에 선정되었다. 1992년 5월 5일《미스 사이공》을 초연한 후, 1년반 동안 장기공연을 해 그녀의 가창력, 연기력이 높게 평가받았다. 1992년 제30회 골던 애로우 상, 연극 신인상을 수상한다.
1994년《지붕위의 바이올린》에서 호델 역으로 출연한다. 9월 24일 앨범《JUNCTION》을 발매했고, 1995년 6월 25일에는 《맑은 후 때때로 흐림》을 발매해 레코딩 아티스트로도 활동한다.
1996년《왕과 나》에서 텁팀 역으로 출연했다.
1997년《레미제라블》에서 에포느 역으로 출연했고, 초연할 때, 에포느 역을 연기했던 시마다 가호가“세계 제일의 에포느”로 칭할 정도로 평판을 얻었지만, 혼다도 이에 이에 뒤지지 않을 정도의 평가와 인기를 얻었다. 이후에도 반복해서 에포느 역을 연기했고, 에포느는 혼다에 맞는 배역이었다.
1998년 에이즈 자선 콘서트에서 오페라 나비부인의 아리아〈어떤 개인 날〉을 불렀다. 2000년 3월 20일 사린 사건 자선 콘서트에서는 라흐마니노프의 보칼리제를 불렀다. 같은 해 6월 19일 시드니 올림픽을 기념해 시드니 오페라 하우스에서 열린 일본·오스트레일리아 친선 콘서트에서는〈Time to Say Goodbye〉와 아리아〈어떤 개인 날〉을 부르는 등, 이 무렵부터 클래식에 심취한 경향이 강했다. 10월 13일에는 데뷔 15주년 기념 콘서트《가혁명(歌革命)》을 열어, 자신의 싱글·메들리 외에도 엔카〈아마기고에〉와 아리아〈어떤 개인 날〉등을 불렀다.
2002년《히메유리》에서는 기미 역으로 출연했으며, 일본에서 제작된 뮤지컬에서는 첫 출연이었다.

### 클래식·크로스오버로의 진출
2003년 5월 21일 첫 클래식 앨범《AVE MARIA》를 발매했다. 소프라노와 같은 창법으로 노래했으며, 곡에 일본어 가사를 붙여 노래해 자신만의 독특한 음악세계를 개척했다.
같은 해 도호에서 셰익스피어의 희곡《십이야》를 토대로 제작한 뮤지컬《십이야》에서 고양이 역으로 출연한다. 원작에는 없는 역으로 대사 외는 것에 약한 그녀를 위해 특별히 배려해 만든 역이었다.
2004년 지큐고자스에서 제작한 뮤지컬《클라우디아》에서 히로인인 클라우디아 역으로 출연했다. 8월 29일《N향 홋토 콘서트》에서 NHK 교향악단과의 공연에서〈신세계〉와〈시칠리아노〉를 불렀다. 11월 25일 앨범《도키(時)》를 발매했으며, 12월 1일에는 일본 무도관에서《Act Against AIDS》에 출연했다. 여기서〈주피터〉와〈1986년의 마리린〉을 불렀다. 이 무렵 이미 병의 징후가 있었다.

### 백혈병으로 사망
2004년 말 무렵부터 감기와 비슷한 증상이 좀처럼 낫지 않아 2005년 1월 병원에서 정밀 검사 결과 급성 골수성 백혈병으로 병명이 확인되어 입원한다. 3번에 걸친 화학요법 후, 5월 제대혈을 이식받았고, 7월 말에는 일시 퇴원할 정도로 호전되었지만, 겨우 1개월 후 8월 31일 염색체이상이 확인되어 9월 7일 재입원한다. 10월 다시 일시 퇴원하지만, 21일 염색체이상이 다시 확인되어 3번째 입원한다. 11월 3일 폐에서 합병증으로 중태에 빠져 11월 6일 오전 4시 38분 가족들이 지켜보는 가운데 숨을 거두었다. 그녀의 나이 38년 3개월이었다. 법명은《샤쿠 유쇼(釋 優聲/석 우성)》이다.

## 음악

### 여러 장르에서의 활약

#### 엔카 가수로의 의향
처음 가수로 데뷔할 때, 엔카 가수로의 의향이 있어 오디션에 앞서 준비한 곡은 엔카였다. 소속사무소 본드 기획에서는 엔카 가수를 키운 경험이 없기 때문에 아이돌 가수로 데뷔하였지만, 예정된 첫 번째 싱글《좋아한다고 말하세요》보다 어른스러운《살의의 바캉스》를 첫싱글로 데뷔했다.
또, 록밴드가 해산된 후 재차 솔로로 활동하였고, 이 무렵 엔카 가수로의 전향을 진지하게 검토했다고 한다. 실제 이 시기 출연한 TV프로에서 기모노를 입고 엔카를 부른 것 외에도 엔카 가수로 활동할 것이라 보도가 메스컴에서 있었다.
실제 앨범《JUNCTION》에 엔카 풍의〈풍류풍령초연표〉이 수록된 것 외에도 콘서트에서도 엔카를 부르곤 했다. 결과적으로 엔카 가수로 활동하지는 않았지만, 엔카에 대한 혼다의 의향으로 볼 때, 엔카는 그녀의 가수활동에 큰 영향을 준 것은 사실이다.

#### 아이돌 가수로의 활동
1985년 4월 20일 첫 싱글《살의의 바캉스》로 데뷔하였고, 여러 신인가수와 달리 가창력과 가련한 외모로 어필하여 순조로이 인기를 얻는 데 성공했다. 4번째 싱글《Temptation(유혹)》의 히트로 혼다는 그 해 각종 가창상 신인상을 받았다. 1986년 2월 5일《1986년의 마릴린》의 빅 히트와 그녀의 배꼼을 드러낸 허리춤으로 세간에 주목을 끌었다.《Temptation(유혹)》이 각종 순위에서 10위권 이내에 도달하지 못하자 자신의 개성을 나타내기위한 의도였다고 회고했다. 싱글《1986년의 마릴린》에서 아키모토 야스시가 작사를 맡았고, 쓰쓰미 교헤이가 작곡을 맡았다. 그 후 이들 콤비는 그녀의 음반작업에 많이 참여하였다.
인기가 높아짐에 따라, 같은 해 7월 23일 발매된 싱글《HELP》의 수록곡〈HELP〉가 공익광고에 삽입곡으로 사용되었다. 가수로서의 이미지가 강한 혼다였지만, 1987년 드라마《아빠는 뉴스캐스터》에 본인인 혼다 미나코 역으로 출연했으며, 그녀의 곡〈Oneway Generation〉역시 주제가로 사용되었다. 같은 해 영화《패신저 지나간 나날》에서도 가수 역으로 출연해, 극중 사고로 사망한 레이서의 형을 추모하는〈고독한 허리케인〉을 불렀다. 이들 3곡은 오리곤 차트 2위에 올랐고, 이는 그녀 생에 최고 순위였다.

#### 서구음악에서의 영향
원래 혼다는 서구음악에는 그다지 자세히 알지 못한 것 같다. 그러나, 데뷔 후 소속사무소 사장 다카스기의 권유로 메릴린 먼로와 마돈나 등의 외국 서구스타 영상을 반복해 보았고, 이를 연출에 참고했다. 데뷔 후 그 다음해 발표한《1986년의 마릴린》의 안무와 의상은 그들 영상의 영향이다. 그 해 게리 무어로부터 악보를 제공받았으며, 게리 무어자신도 제작에 참여하여 싱글《the Cross -사랑의 십자가-》를 9월 3일 발매했다. 게리 무어도 다음해 발표한 자신의 앨범《Wild Frontier》에〈Crying in the shadows〉이란 타이틀로 수록한다. 아울러 게리 무어는 런던에서 레코딩 작업을 하였고, 런던에 머물고 있을 때, 그룹 퀸의 콘서트에 초대된 적이 있을 정도로 교류가 있었다. 1987년 브라이언 메이가 그녀의 싱글 앨범《CRAZY NIGHTS/GOLDEN DAYS》의 프로듀스로 참여하였다. 이는 혼다가 일본 무도관 콘서트에서 프레디 머큐리의〈I Was Born to Love You〉를 불렀고, 이 콘서트의 라이브 앨범과 데뷔 앨범을 런던 EMI를 통해 브라이언에 보낸 것이 계기였다.《CRAZY NIGHTS/GOLDEN DAYS》의 영어판은 영국을 비롯 유럽 20개국에서 발매되었다.
같은 해, 라 토야 잭슨의 일본 공연에 혼다의 소속사 본드 기획이 프로모터를 맡았고, 이 인연으로 혼다와 라 토야 잭슨의 조인트 콘서트가 열리게 된다. 이를 계기로 혼다는 잭슨 패밀리와 친분을 갖게 된다. 로스앤젤레스의 마이클 잭슨 자택에 초대되어 잭슨의 프로듀스와 함께 앨범작업을 하였고, 앨범《OVERSEA》는 미국에서도 발매되었다. 아울러 이 앨범의 수록곡의 가사는 모두 영어로 되어있다.
7월 자메이카를 방문하여 슬리 앤드 로비의 콘서트에 게스트로 참가해〈HEART BREAK〉와〈EYE 고토바와 LOVEY〉를 불렀다. 이와 같이 여러 해외 음악가들과의 교류가 두드러졌다.

#### 록밴드에서의 활동
혼다는 여성만으로 구성된 록밴드를 구상해 도쿄와 오사카 등지에서 오디션을 보았고, 1988년 1월“MINAKO with WILD CATS”를 결성했다. 그녀와 이 같은 시도를 하게 된 배경에는 아이돌이라는 이미지에서 벗어나려는 욕구와 해외 록스타와의 공연 및 국내의 밴드품의 영향이 컸다.
이 시기 인기와 평가는 좋지 못했지만, 록밴드의 리더로서의 경험은 그녀가 가수로서 성장하는 데 있어 성장통과 같은 것이라 짐작된다. 그룹 SHOW-YA을 중심으로 열린 록 페스티벌〈NAON의 YAON〉에 프린세스·프린스와 함께 출연해 이 시대 여성 록커로서의 기념비를 세웠다. 이 시기에 처음 혼다 자신이 곡에 작사도 하였기 때문에 이 점에 주목할 필요가 있다.

#### 뮤지컬 배우로의 전향
록밴드에서의 활동은 상업적으로 성공하지 못했고, 1989년 가을 해산해 혼다는 솔로 가수로 돌아선다. 하지만, 그 후에도 인기는 좀처럼 회복되지 않았다. 이 시기 혼다로서는 가장 큰 시련기였다. 그녀는“걸어가고 있던 길이 돌연, 절벽으로 되어 앞으로 나갈 수 없는 상태였다.”라며 그 시기를 이렇게 회고했다. 노래에 대한 미련을 끊을 수 없었던 혼다는 버라이티 프로의 출연을 계속 거부했고, 드라마와 영화에도 최소한으로 출연했다.
도호의 프로듀서 사카이 기이치로로부터《미스 사이공》의 오디션이 있다는 소식을 듣고, 처음에는 그다지 관심을 보이지 않았지만, 전편이 노래로 구성된 뮤지컬이란 소리에 마음을 바꿔 의욕을 나타냈다고 한다. 1990년 가을부터 시작된 오디션에 참가하여 1991년 1월 13일 킴 역으로 발탁된다. 이에 혼다는 3월 이후에 예정된 모든 일정을 취소하고 공연준비에 치중한다. 개막에 있어서“나는 무대에서 연기하지 않으니까요. 살아야하니까요. 강하게 살아남아 보여야 하니까요.”라고 포부를 밝혔다.
아이돌출신인 그녀의 역량으로는 위태롭다는 우려가 있었지만, 혼다는 일년 반 동안 롱런했으며, 히로인 킴 역을 소화해 높은 평가를 받았다. 이 공연동안 혼다는 발가락 골절을 당했지만, 참고 공연을 무사히 끝내기도 했다. 이후에도《지붕위의 바이올린》,《왕과 나》, 《레미제라블》에 출연했고, 실력파 여배우로서의 입지를 세운다.
태평양 전쟁 중 오키나와 전투의 비극 그린 뮤지컬《히메유리》에서 히메유리 학도대 일원인 히로인 기미 역을 열연했다. 이는 도호에서 제작한 뮤지컬이 아닌 작품으로는 처음이었다. 또, 혼다는 본 프로그램에 게재된 메시지에“회장에 몸소 오신 여러분에게 전쟁의 두려움, 평화의 고마움을 조금이라도 느껴주신다면 몸둘바를 모르겠습니다.”라고 적었다.
셰익스피어의《십이야》를 원작으로 한 뮤지컬《십이야》에서 프로듀서인 사카이가 대사에 약한 혼다를 고려해 원작에는 없는 고양이 역을 그녀에게 맡겼고, 이에 사람역이 아닌 것에 당황했지만, 말은 못하지만, 인간의 대화는 이해할 수 있는 역이라는 점에서 응해 자신만의 색깔을 나타냈다. 이 작품이 출연 할 즈음에는 이미 그녀가 클래식 곡에 심취하기 시작할 무렵이었고, 이 점에서 그녀의 파트는 소프라노 창법으로 설정해 제작되었다.
사잔 올스타즈의 명곡을 베이스로 구와타 게이스케가 첨삭하여 만든《크라우디아》는 기시타니 고로와 데라와키 야스후미가 주최하는 연극 단체 지큐고쟈스에 의해 처음 뮤지컬화되었다. 이 작품에 혼다가 출연한다. 이전에 그녀가 출연한 뮤지컬과는 다른 스탭이었으며, 제작방법 또한 달랐다. 또, 연습 때의 매트 운동 등으로 육체적으로도 고달팠다. 그러나, 동료의식을 가장 우선시 하는 기시타니의 방침에 동감하여 최선을 다한다. 기시타니는 혼다를“가련하지만, 지지 않는 강인함을 가지고 있다.”고 평했다. 이 뮤지컬은 혼다의 마지막 작품으로 그녀는 히로인 크라우디아를 연기했다.

#### 뮤지컬 활동 중 스튜디오 녹음
혼다는 주로 뮤지컬에서 활동했지만, 적지 않게 스튜디오에서 녹음하여 CD 몇장을 발표하곤 했다. 특히 머큐리 레코드사 재적시 제작된 2장의 앨범에 가치가 있다.
록밴드 시절 앨범《표적(TARGET)》이후 5년만인 1994년 9월 24일 발매된 앨범《JUNCTION》제작에 있어서는 영화《패신저 지나간 나날》에서 음악감독을 맡았던 시부야 모리히사와《미스 사이공》에서 가사의 번안을 맡았던 이와타니 도키코를 프로듀서로 영입해 작업을 진행했다. 앨범 타이틀“JUNCTION”의 뜻 결합이란 말 그대로 다양한 음악 장르를 접목시킨다는 의도하에 제작되었다. 그레고리오 성가를 번안한 곡과 엔카를 비롯 샹송, 파두, 찰스턴으로 분류되는 곡들을 수록했다. 앞서 5월 25일 발매했던 싱글《날개》는 그녀의 대표곡으로 알려져 있고, 팬들 사이에서도 친숙한 곡중 하나이다.
1995년 제작된《맑은 후 때때로 흐림》에서는 마키타 가즈오를 프로듀서로 맞이 하였고, 야마나시 료헤이, 미야자와 가즈후미, 구스노세 세이시로에게서 곡을 제공받았다. 그 중 구스노세와는〈Fall in love with you -사랑에 빠져-〉란 곡을 듀엣으로 불렀다. 이 곡은 11월 6일 싱글로 재발매되었고, 그 중 싱글에 실린〈당신과 I love you〉는 혼다 자신이 작사 작곡을 한 첫곡이었다. 작업을 함께했던 마키타와는 그 후 강한 신뢰관계를 형성해 남매처럼 지내는 사이가 된다.

#### 클래식 크로스오버에 도전
혼다는 1996년 출연한 텔레비 프로에서“최근 처음 오페라《나비부인》에서 노래했다”고 밝힌다. 그녀가 처음 클래식 곡을 부른 것은 언제인지 명확하지 않지만, 여기서 언급한 오페라일 가능성도 있다.
앞서 서술한 대로, 2000년을 전후해 클래식으로의 뜻을 둔 혼다였지만, 본격적으로 클래식 곡을 노래하게 된 계기는 2002년 8월 31일 도쿄 오페라시티 콘서트홀에서 개최된〈그라치에·콘서트〉에서였다. 콜롬비아 뮤직의 프로듀서 오카노 히로유키는 클래식 곡을 현대인의 입맛에 맞게 부르는 가수를 탐문했고, 히로유키는 이 콘서트에 참관한 후, 혼다에게 앨범제작을 의뢰했다. 전부터 이분야 관심이 있던 혼다는 흔쾌히 허락해 제작에 들어간다.
콜롬비아 뮤직내에서는 그녀가 아이돌 출신이란 점에서 거부감을 나타냈지만, 히로유키의 설득으로 일이 진행된다.《미스 사이공》이후 혼다의 은사였던 이와타니 도키코가 일본어 가사를 첨삭했고, 경우에 따라선 가사에 맞게 선율을 조정하는 등 혼다를 전면적으로 지원했다. 편곡은 이노우에 아키라가 맡았다. 프로듀서 히로유키는 너무 곡에 심취하지 않는 이노우에와 곡에 심취하기 쉬운 혼다와의 균형을 고려해 이노우에를 기용했다고 이유를 밝혔다.
한편 혼다가 히로유키에게“손수 만들어 보고 싶다. 자신이 요리를 하는 것처럼, 신중하게 부딪혀 만들어 나가고 싶다”라고 말했다고 한다. 정보지 푸치분카무라 2002년 8월호에 투고한 에세이〈작은 행복을 소중히···〉란 본문 중에도“하지만, 최근 슬픈 일은 사랑과 마음과 열정으로 음악을 손수 만드는 사람이 드물어 졌어요.”로 적고 있음을 볼 때 혼다에 있어“손수 만들고 싶다.”란 말의 의미는 그녀에 있어 중요한 의미를 지니는 말임을 유추할 수 있다.
수록곡 100곡 이상의 후보 중 실제 노래하면서 그녀가 마음에 든 곡을 선정했고, 노래 녹음 이외의 작업에서도 모두 참석해 함께 노래를 불렀고, 연주의 흐름에 따라 노래르 불러 연주가를 편안하게 했다. 이런 연유로 단번에 OK사인을 받아 녹음된 경우도 있다. 그녀의 크로스오버 가수로서의 데뷔 앨범《AVE MARIA》는 이렇게 완성되어 2003년 5월 21일에 발매되었다.
2004년 11월 25일 2번째 앨범《도키(時)》가 발표되었고, 그녀가 죽은 후에 발표된 앨범을 포함하면 그녀의 음원은 앨범 3장 분량에 육박한다. 여기서 생각해 보아야 할 것은 클래식의 명선율을 역사적 배경과 관계없이 현대의 감각에 맞추어 노래한 것과 결코 남에게 관심을 끌려고 기교를 부리지 않고 악곡 그대로의 살린 점이다. 특히 일본어로 불렀다는 것도 눈여겨 보아야 할 점이다.

#### 재즈로의 끝나지 않은 꿈
혼다는 2001년 NHK에서 방송된 TV 드라마《하트》에 미국에서 귀향한 재즈 싱어 역에 출연했다. 극중 라이브 씬에서 혼다는 재즈 피아니스트 니시 나오키가 이끄는 밴드와 공연해〈A Natural Woman〉과〈I Feel the Earth Move〉를 재즈 풍으로 불렀다. 아마도 이 때의 인연으로 나오키의 앨범《JAZZ BREEZE -스위트 메모리즈-》의 수록곡〈SWEET MEMORIES〉에 스캣으로 참여했다.
예능 리포트 이노우에 고조는 혼다의 죽음 후 코멘트에서 그녀가 40대가 되면 재즈를 부르겠다고 소회했다고 한다.

## 음반

### 싱글
| 제목                               | 로마자 표기                           | 한국어 번역                         | 발매일           |
| ---------------------------------- | ------------------------------------- | ----------------------------------- | ---------------- |
| 殺意のバカンス                     | Satsui no Vacance                     | 살의의 바캉스                       | 1985년 4월 21일  |
| 好きと言いなさい                   | Suki to Iinasai                       | 좋아한다고 말하세요                 | 1985년 7월 20일  |
| 青い週末                           | Aoi Shumatsu                          | 푸른 주말                           | 1985년 8월 31일  |
| Temptation(誘惑)                   | Temptation(Yuwaku)                    | Temptation(유혹)                    | 1985년 9월 28일  |
| 1986年のマリリン                   | 1986 nen no Marilyn                   | 1986년의 마릴린                     | 1986년 2월 5일   |
| Sosotte                            |                                       | 돋워                                | 1986년 5월 1일   |
| HELP                               |                                       |                                     | 1986년 7월 23일  |
| the Cross -愛の十字架-             | the Cross -Ai no Jyujika-             | the Cross -사랑의 십자가-           | 1986년 9월 3일   |
| Oneway Generation                  |                                       |                                     | 1987년 2월 4일   |
| CRAZY NIGHTS                       |                                       |                                     | 1987년 4월 22일  |
| GOLDEN DAYS                        |                                       |                                     | 1987년 5월 11일  |
| HEART BREAK                        |                                       |                                     | 1987년 6월 22일  |
| 孤独なハリケーン                   | Kodoku na Hurricane                   | 고독한 허리케인                     | 1987년 9월 9일   |
| 悲しみSWING                        | Kanashimi Swing                       | 슬픔SWING                           | 1987년 11월 25일 |
| あなたと、熱帯                     | Anata to, Nettai                      | 당신과, 열대                        | 1988년 7월 6일   |
| Stand Up～Full Metal Armor         |                                       |                                     | 1988년 11월 30일 |
| 勝手にさせて                       | Katte ni Sasete                       | 멋대로 해놓곤                       | 1989년 5월 31일  |
| 7th Bird "愛に恋"                  | 7th Bird "Ai ni Koi"                  | 7th Bird "사랑에 사랑"              | 1989년 10월 11일 |
| SHANGRI-LA                         |                                       |                                     | 1990년 7월 4일   |
| つばさ                             | Tsubasa                               | 날개                                | 1994년 5월 25일  |
| ら・ら・ば・い～優しく抱かせて     | Lullaby~Yasasiku Dakasete             | 라라바이~부드럽게 안게 해줘~        | 1995년 5월 10일  |
| 僕の部屋で暮らそう                 | Boku no Heya de Kurasou               | 나의 방에서 살아요                  | 1995년 7월 26일  |
| Fall In Love With You -恋に落ちて- | Fall In Love With You -Koi ni Ochite- | Fall In Love With You -사랑에 빠져- | 1995년 11월 6일  |
| shining eyes                       |                                       |                                     | 1996년 7월 21일  |
| 風のうた                           | Kaze no Uta                           | 바람의 노래                         | 1999년 11월 21일 |
| Honey                              |                                       |                                     | 2000년 10월 21일 |
| 星空                               | Hoshizora                             | 별하늘                              | 2001년 1월 24일  |
| ナージャ!!                         | Nadja!!                               | 나쟈                                | 2003년 2월 21일  |
| 新世界                             | Shinsekai                             | 신세계                              | 2004년 5월 14일  |

### 앨범
| 제목                   | 로마자 표기          | 한국어 번역         | 발매일           |
| ---------------------- | -------------------- | ------------------- | ---------------- |
| M'シンドローム         | M'Syndrome           | M'신드롬            | 1985년 11월 21일 |
| LIPS                   |                      |                     | 1986년 6월 4일   |
| CANCEL                 |                      |                     | 1986년 9월 28일  |
| OVERSEA                |                      |                     | 1987년 6월 22일  |
| Midnight Swing         |                      |                     | 1987년 12월 16일 |
| WILD CATS              |                      |                     | 1988년 8월 5일   |
| 豹的(TARGET)           | Hyoteki(TARGET)      | 표적(TARGET)        | 1989년 7월 5일   |
| JUNCTION               |                      |                     | 1994년 9월 24일  |
| 晴れ ときどき くもり   | Hare Tokidoki Kumori | 맑은 후 때때로 흐림 | 1995년 6월 25일  |
| AVE MARIA              |                      |                     | 2003년 5월 21일  |
| 時                     | Toki                 | 시간                | 2004년 11월 25일 |
| アメイジング・グレイス | Amazing Grace        | 아메이징 그레이스   | 2005년 10월 19일 |
| 心を込めて...          | Kokoro wo Komete...  | 마음을 담아         | 2006년 4월 20일  |

라이브 앨범
| 제목                       | 로마자 표기        | 한국어 번역    | 발매일          |
| -------------------------- | ------------------ | -------------- | --------------- |
| ザ・ヴァージン・コンサート | The virgin concert | 더 버진 콘서트 | 1986년 2월 20일 |
| DISPA 1987                 |                    |                | 1988년 1월 25일 |

베스트 앨범
| 제목                              | 발매일           |
| --------------------------------- | ---------------- |
| MINAKO COLLECTION                 | 1986년 12월 20일 |
| Look over my shoulder             | 1988년 10월 26일 |
| LIFE -Minako Honda. Premium Best- | 2005년 5월 21일  |
| I LOVE YOU                        | 2006년 3월 29일  |